# نورا سوینبورن
نورا سوینبورن (انگلیسی: Nora Swinburne؛ ۲۴ ژوئیهٔ ۱۹۰۲ – ۱ مهٔ ۲۰۰۰) یک هنرپیشه اهل بریتانیا بود. وی بین سال‌های ۱۹۲۰ تا ۱۹۷۴ میلادی فعالیت می‌کرد.
از فیلم‌ها یا برنامه‌های تلویزیونی که وی در آن نقش داشته است می‌توان به دژ، یک هزار روز از آن، رود، کجا می‌روی، هلن، کریستف کلمب، خیانت اشاره کرد.